# 出版流通用語一覧
出版流通用語一覧（しゅっぱんりゅうつうようごいちらん）は、出版流通に関する用語の一覧である。
| 目次 | 目次 | 目次 | 目次 | 目次 | 目次 | 目次 | 目次 | 目次 | 目次 | 目次 |
| ---- | ---- | ---- | ---- | ---- | ---- | ---- | ---- | ---- | ---- | ---- |
| わ   | ら   | や   | ま   | は   |      | な   | た   | さ   | か   | あ   |
|      | り   |      | み   | ひ   |      | に   | ち   | し   | き   | い   |
| を   | る   | ゆ   | む   | ふ   |      | ぬ   | つ   | す   | く   | う   |
|      | れ   |      | め   | へ   |      | ね   | て   | せ   | け   | え   |
| ん   | ろ   | よ   | も   | ほ   |      | の   | と   | そ   | こ   | お   |

## B
B本

## E
EDItEUR - e-hon

## I
ISBN - ISSN

## K
KINS

## L
L表示

## N
NOCS

## O
ONIX - OPAS

## P
P-NET - POP - PubLineWeb

## T
TONETS

## W
www.project - web注文

## あ
赤伝

## い
委託販売

## う
迂回返品 - 売上スリップ（短冊） - うれ太

## お
大阪屋栗田 - オンライン書店

## か
買切 - 改装 - 開発品 - 拡材 - 仮伝 - 完全送品 - 神田村

## き
逆送品 - 客注 - 共有書店マスタ

## け
計画誌 - 検印 - 減数 - 現地故紙化

## こ
口座貸し - ゴールデンライン

## さ
在庫ステータス - 再販制度 - 雑誌コード - 35ブックス

## し
至急棚 - 事故伝票 - 指定配本 -  自由価格本 - 重版 - 出版VAN - 出版科学研究所 - 出版流通対策協議会（流対協） - 書影 - 書籍JANコード - 書店コード - 書店の棚卸し - 書店FAX DM - 常備寄託 - 常備カード - 商品基本情報センター - ショタレ - 新刊配本 - 新出版ネットワーク - 新文化

## す
鈴木書店

## せ
整理番号 - セールスレップ - 責任販売制 - セット組 - セット常備 - 全国教科書供給協会 - 全国指定配本 - 選択常備

## そ
増刷 - 即売 - 即返品

## た
太洋社 (出版取次) - 棚在庫 - 棚挿し - 断裁 - 単品管理

## ち
中央社 (出版取次) - 注文買切 - 帳合 - 長期委託  - 超多面積み - 直受注 - 直取引 - 直納 - 直販

## つ
追加補充

## て
TSブックシステム - 定期購読 - 定期割れ - 電注 - 伝票切替

## と
東京国際ブックフェア - 図書カード - 図書館流通センター（TRC） - トーハン - トーハン週報 - 取次 -  取次会社見計らい配本 - 取次保証金 - 取引コード - トリプルウィン・プロジェクト

## な
仲間取引

## に
日教販 - 日販速報 - 日本雑誌協会 - 日本出版取次協会 - 日本出版配給（日配） - 日本出版販売（日販） - 日本書籍出版協会（書協） - 日本書店商業組合連合会 - 日本図書コード - 日本図書普及 - 日本洋書販売（洋販）

## の
延勘 - 納本制度

## は
配本パターン - パターン配本 - 発売元 - パブライン  - 番線 - 番線印 - 版元

## ひ
平台 - 平積み - 表紙返品

## ふ
歩高 - 部分指定配本 - 歩戻 - 歩安(歩安入帳) - フリー入帖 - 文庫オリジナル

## へ
返品 - 返品条件付き - 返品了解

## ほ
報奨金 - 補充

## ま
まるすニュース

## む
ムック (出版)

## め
面出し - 面陳

## も
申込配本

## や
ヤレ本